# Bestúzhev (familia)

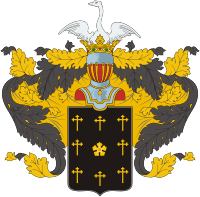
Escudo de los Bestúzhev-Riumin.

La familia Bestúzhev o Bestúzhev-Riumin (en ruso: Бестужевы, Bestúzhevy;  Бесту́жевы-Рю́мины, Bestúzhevy-Riúminy) es una extensa familia noble rusa, una de cuyas brancas llevó el título de conde entre 1742 y 1768. Su divisa era In Deo salus mea.

## Origen
Los fundadores de este linaje tenían los apodos Riuma (Рюма) y Bestuzh(i) (Бестуж(ий)), "desvergonzado" (бесстыжий) Los investigadores no han llegado a una conclusión segura sobre una raíz común para todos los Bestúzhev y Bestúzhev-Riumin.
Para ennoblecer su origen, los Bestúzhev difundieron que su antepasado Gavril Bestuzh, que servía al gran príncipe Vasili Dmítriyevich a principios del siglo XV era el alemán (o inglés) Gabriel Best. El hijo de éste, Yákov Gavrílovich Bestúzhev, habría llevado el apodo de Riuma.
Se sabe que en 1477 Matvéi Bestúzhev fue enviado como embajador de Iván III a la Horda de Oro del kan Ahmat de la Horda de Oro (Gran Horda). Osip Ivánovich, apodado Obrazets, murió en la campaña del zar de Kazán en 1487, y su hermano Ilarión Ivánovich se ahogó en la misma campaña.
El zar Iván el Terrible otorgó a Andréi Ivánovich Bestúzhev una hacienda en uyezd de Moscú el 2 de octubre de 1559. Su firma se halla en un documento de 1565. Mihaylo Mijáilovich participó como voivoda en la campaña de Polotsk de 1551. Iván Dmítriyevich participó en la guerra polaco-rusa de 1605-1618, en el asedio de Smolensk de 1609-1611. 
En el siglo XVII muchos Bestúzhev sirvieron como stólniks, cortesanos de Moscú o abogados. Alekséi y Dmitri Ivánovich eran stólniks de la zarina Praskovia Fiódorovna, e Iván Prókofievich era stólnik del Patriarca. En 1699 dieciocho Bestúzhev poseían haciendas y cuatro de ellos eran stólniks de Pedro el Grande. 
Antes del inicio del siglo XX, vivían en la gubernia de Tobolsk representantes de las diferentes ramas del linaje Bestúzhev, como los decembristas. La rama peterburguesa, orientada al servicio del Imperio, incluía a los Bestúzhev-Yákob.

## La rama condal
- Piotr Mijáilovich Bestúzhev-Riumin, consejero privado, oberhofmeister de Curlandia. En 1742 recibió el título de conde.
  - Agrafena Petrovna Bestúzheva-Riumina (f. 1732), dama de compañía, esposa de Nikita Fiódorovich Volkonski.
  - Mijaíl Petróvich Bestúzhev-Riumin (1688-1760), diplomático, consejero privado, casado con Ana Bestúzheva-Riumina.
  - Alekséi Petróvich Bestúzhev-Riumin (1693—1766), canciller del Imperio ruso (1744—1757), Generalfeldmarschall "de despacho".
    - Andréi Alekséyevich Bestúzhev-Riumin (1728—1768), consejero privado, general teniente y último conde Bestúzhev.

## Familia de decembristas
- Aleksandr Fedoséyevich Bestúzhev (1761—1810), secretario de conferencias de la Instituto de pintura, escultura y arquitectura I. E. Repin. Se casó con su criada y fue padre de cinco decembristas:
  - Nikolái Aleksándrovich Bestúzhev (1791—1855)
  - Aleksandr Aleksándrovich Bestúzhev (1797—1837), escritor bajo el seudónimo "Marlinski".
  - Mijaíl Aleksándrovich Bestúzhev (1800—1871)
  - Piotr Aleksándrovich Bestúzhev (1804—1840)
  - Pável Aleksándrovich Bestúzhev (1808—1846)

## Terratenientes de Kudrioshki
- Pável Nikoláyevich Bestúzhev-Riumin (1760-1821), consejero de la corte, alcalde de Gorbátov, se casó con Yekaterina Vasílievna Grushétskaya, heredera de la finca Kudrioshki.
  - Mijaíl Pávlovich Bestúzhev-Riumin (1801—1826), subteniente, uno de los dirigentes de la Sociedad del Sur de Decembristas.
  - Nikolái Pávlovich Bestúzhev-Riumin (1791—1848), capitán.
    - Konstantín Nikoláyevich Bestúzhev-Riumin (1829—1897), historiador.
    - Vasili Nikoláyevich Bestúzhev-Riumin (1835—1910), general-teniente.